# پیچ ارشمیدس

پیچ ارشمیدس که با دست عمل می‌کرده و می‌توانست به شکل مؤثر آب را به بالا منتقل کند

پیچ ارشمیدس (به انگلیسی: Archimedes Screw) یکی از قدیمی‌ترین ماشین‌های هیدرولیکی است که به عنوان پمپ، توربین و دستگاه دوکاره پمپ-توربین استفاده می‌شود. 

سازوکار (مکانیزم) پیچ ارشمیدس به عنوان توربین در نیروگاه‌های کوچک/خیلی کوچک برق آبی

همانند بسیاری از پمپ‌ها، پیچ ارشمیدس می‌تواند به صورت برعکس به عنوان توربین به کار برده شود. توربین پیج ارشمیدس نوع جدیدی از مولدهای انرژی برای نیروگاه‌های کوچک و خیلی کوچک برق آبی است. سرعت چرخش (دوران) کم توربین پیچ ارشمیدس آثار منفی بر حیات آبی خصوصاً ماهی‌ها را کاهش می‌دهد.

## طراحی پیچ ارشمیدس
مطالعات نشان داده است که مقدار حجم عبوری جریان (Q) از پیچ ارشمیدس تابعی از عمق ورودی، قطر ({\displaystyle D_{O}}) و سرعت چرخش توربین ({\displaystyle \omega }) است. بنابراین ا استفاده از معادله تحلیلی زیر قطر کلی توربین قابل محاسبه خواهد بود:
{\displaystyle D_{O}=(16\pi Q}/{\sigma \omega (2\theta _{O}-sin2\theta _{O})-\delta ^{2}(2\theta _{i}-sin(2\theta _{i}))^{1/3}}
فرمول فوق بر اساس طراحی‌های صنعتی موجود به صورت زیر قابل ساده‌سازی است:
{\displaystyle D_{O}\approx \eta Q^{3/7}}
مقدار η به سادگی از گراف  {\displaystyle \eta } یا گراف {\displaystyle \Theta } قابل تعیین است. با تعیین {\displaystyle D_{O}} سایر پارامترهای طراحی پیچ ارشمیدس با روش تحلیلی به سادگی قابل تعیین و طراحی خواهند بود.

## مراجع طراحی پیچ ارشمیدس
مدل تحلیلی طراحی پیچ ارشمیدس، doi:10.3390/en14227812
راهنمای طراحی نیروگاه‌های برق آبی با توربین پیچ ارشمیدس، doi:10.3390/pr9122128
مبانی طراحی نیروگاه‌های برق آبی کوچک توربین پیچ ارشمیدس، ملاحضات اجرایی و توسعه پایدار، doi:10.3390/su12187352